# 野州山邊站

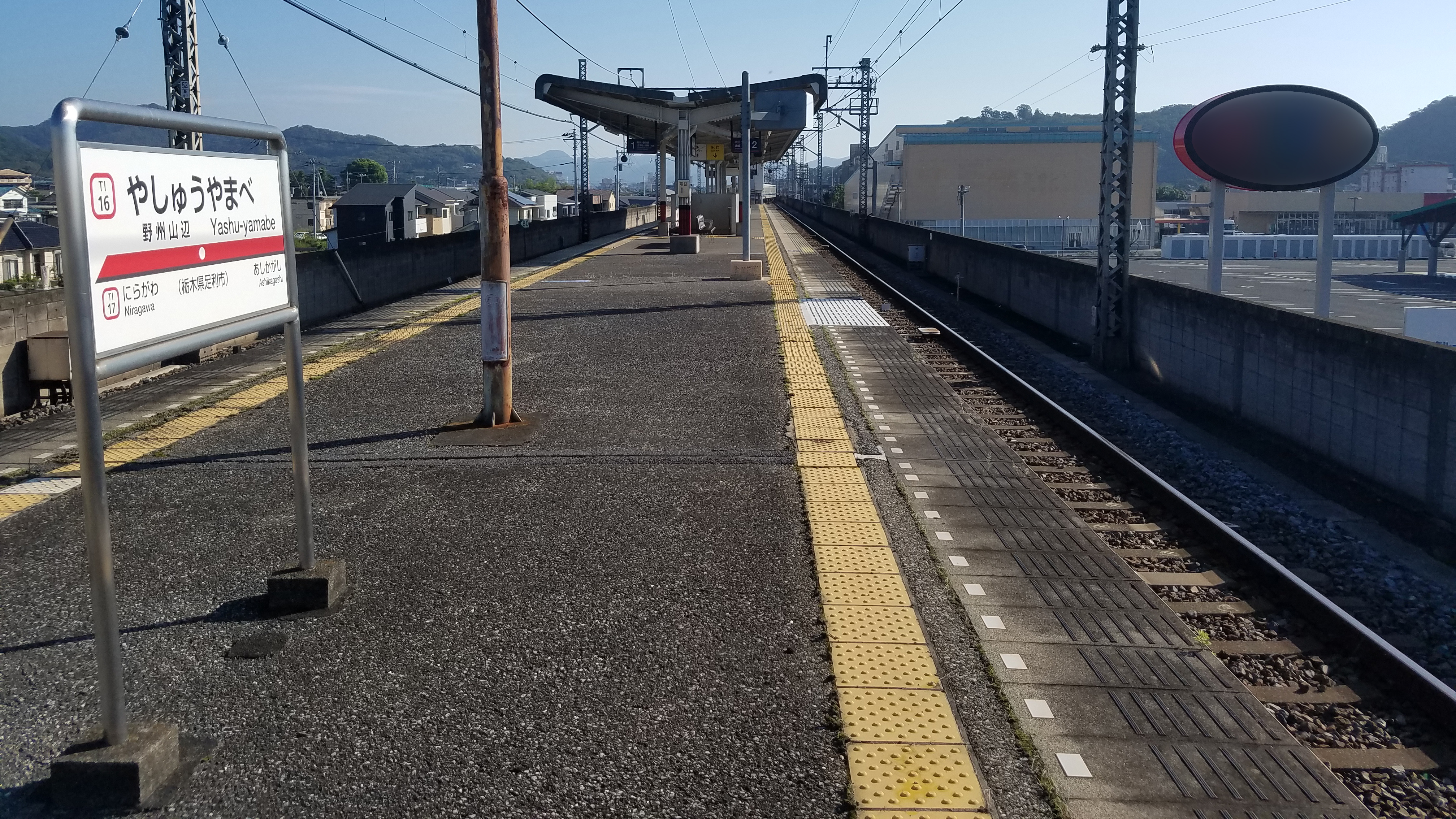
月台（2021年9月）

野州山邊站（日语：／ Yashū-yamabe eki */?）是一個位於栃木縣足利市八幡町，屬於東武鐵道伊勢崎線的鐵路車站。車站編號是TI 16。

## 歷史
- 1925年（大正14年）7月20日 - 開業。
- 1928年（昭和3年）2月1日 - 東武借宿線（貨物線 野州山邊～借宿間1.3km）開業[2]。
- 1935年（昭和10年）7月7日 - 東武借宿線廢止[3]。
- 1973年（昭和48年）9月1日 - 車站無人化，簡易委託開始。
- 1980年（昭和55年）7月23日 - 高架化完成。
- 2012年（平成24年）3月17日 - 導入車站編號TI 16。

## 車站結構
島式月台1面2線的高架車站。站內有PASMO對應簡易驗票機，廁所在站房內。

### 月台配置
| 月台 | 路線     | 方向 | 目的地                                                  |
| ---- | -------- | ---- | ------------------------------------------------------- |
| 1    | 伊勢崎線 | 上行 | 館林、久喜、 東武晴空塔線 北千住、 東京晴空塔、淺草方向 |
| 2    | 伊勢崎線 | 下行 | 太田方向                                                |

## 使用情況
2018年度1日平均上下車人次為846人。
近年1日平均上下車人次的推移如下表｡
| 年度               | 1日平均上下車人次 |
| ------------------ | ----------------- |
| 2000年（平成12年） | 386               |
| 2001年（平成13年） | 397               |
| 2002年（平成14年） | 424               |
| 2003年（平成15年） | 430               |
| 2004年（平成16年） | 447               |
| 2005年（平成17年） | 440               |
| 2006年（平成18年） | 461               |
| 2007年（平成19年） | 468               |
| 2008年（平成20年） | 523               |
| 2009年（平成21年） | 532               |
| 2010年（平成22年） | 547               |
| 2011年（平成23年） | 556               |
| 2012年（平成24年） | 631               |
| 2013年（平成25年） | 721               |
| 2014年（平成26年） | 674               |
| 2015年（平成27年） | 691               |
| 2016年（平成28年） | 743               |
| 2017年（平成29年） | 768               |
| 2018年（平成30年） | 846               |

## 路線巴士
- あしバスアッシー（足利市生活路線巴士（日语：足利市生活路線バス））
  - ■山辺線
    - 51系統（左回）：足利赤十字醫院‐JR足利站‐東武足利市站‐野州山邊站‐南大町‐堀里新城南‐APiTA‐東武足利市站‐JR足利站‐足利赤十字醫院
    - 52系統（右回）：足利赤十字醫院‐JR足利站‐東武足利市站‐APiTA‐堀里新城南‐南大町‐野州山邊站‐東武足利市站‐JR足利站‐足利赤十字醫院

## 車站周邊
本站周邊正在進行土地區劃整理事業，目前在整備站前廣場。2018年8月10日，剪票口旁高架下的步道與車道開通。周邊正在興建大型公寓。
- 下野國一社八幡宮（日语：下野國一社八幡宮）
- 門田稻荷神社（日本三大緣切稻荷之一）
- 足利市立山邊小學校（日语：足利市立山辺小学校）
- 足利八幡郵便局
- 本庄紀念醫院
- 阿基里斯（日语：アキレス (化学工業)）足利第一工場
- Yaoko（日语：ヤオコー） Marketplace足利八幡店
- 業務超市八幡店
- Beisia（日语：ベイシア） Mart足利借宿店
- CAWACHI藥品（日语：カワチ薬品）足利西店
- 群馬銀行足利南支店
- 足利小山信用金庫（日语：足利小山信用金庫）八幡店
- 栃木縣道260號綠町山邊停車場線（日语：栃木県道260号緑町山辺停車場線）

## 相鄰車站
東武鐵道
 伊勢崎線
■區間急行、■區間準急（平日只有1班上行列車）、■普通
足利市（TI 15）－野州山邊站（TI 16）－韮川（TI 17）

## 外部連結
- 野州山邊（車站資訊） - 東武鐵道